# Liste der Kulturdenkmäler in Carlsdorf
Die folgende Liste enthält die in der Denkmaltopographie ausgewiesenen Kulturdenkmäler auf dem Gebiet des Ortsteils Carlsdorf der  Stadt Hofgeismar, Landkreis Kassel, Hessen.
Hinweis: Die Reihenfolge der Denkmäler in dieser Liste orientiert sich an der Anschrift, alternativ ist sie auch nach der Bezeichnung oder der Bauzeit sortierbar.
Kulturdenkmäler werden fortlaufend im Denkmalverzeichnis des Landes Hessen durch das Landesamt für Denkmalpflege Hessen auf Basis des Hessischen Denkmalschutzgesetzes (HDSchG) geführt. Die Schutzwürdigkeit eines Kulturdenkmals hängt nicht von der Eintragung in das Denkmalverzeichnis des Landes Hessen oder der Veröffentlichung in der Denkmaltopographie ab.

## Carlsdorf
| Bild            | Bezeichnung                        | Lage             | Beschreibung | Bauzeit                      | Daten |
| --------------- | ---------------------------------- | ---------------- | --- | ---------------------------- | ----- |
| Bild gesucht BW | Gesamtanlage Carlsdorf             | Lage             | Die Gesamtanlage besteht aus der erhaltenen kreuzförmigen Ortsstruktur aus Ober-/Unterdorf und Kirchweg/Mühlenweg.               |                              |       |
| weitere Bilder  | Evangelische Kirche Carlsdorf      | Kirchweg 5 Lage  | Zweigeschossig gegliederter Fachwerkbau mit verschindeltem Dachreiter und reich geschnitztem Portal mit französischer Inschrift. | 1701(02)–1704 von Paul du Ry |       |
| Bild gesucht BW | Fachwerkscheune Kirchweg 2         | Kirchweg 2 Lage  | | um 1800                      |       |
| Bild gesucht BW | Villa Mühlenweg 6                  | Mühlenweg 6 Lage | | um 1900                      |       |
| Bild gesucht BW | Flurquerdielenhaus Oberdorf 1      | Oberdorf 1 Lage  | | um 1800                      |       |
| Bild gesucht BW | Fachwerkhaus Oberdorf 3            | Oberdorf 3 Lage  | | um 1900                      |       |
| Bild gesucht BW | Fachwerkhaus Oberdorf 4            | Lage             | | 18. Jahrhundert              |       |
| Bild gesucht BW | Flurquerdielenhaus Oberdorf 5      | Oberdorf 5 Lage  | | mittleres 19. Jahrhundert    |       |
| Bild gesucht BW | Wohnhaus Oberdorf 10               | Oberdorf 10 Lage | | frühes 19. Jahrhundert       |       |
| Bild gesucht BW | Wohnwirtschaftsgebäude Oberdorf 12 | Oberdorf 12 Lage | | frühes 19. Jahrhundert       |       |
| Bild gesucht BW | Backsteinbau Unterdorf 2           | Unterdorf 2 Lage | | um 1900                      |       |